# Qibla Cola
Le Qibla Cola est un cola alternatif, produit phare de Qibla Cola Company, société fondée par Zahida Parveen et située à Derby, en Angleterre.

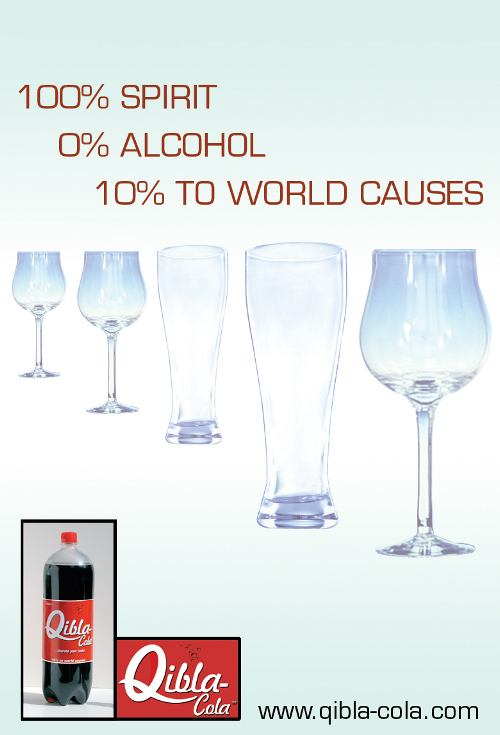
Publicité Qibla Cola

Ce cola a été lancé sur le marché britannique en février 2003. Depuis lors, des accords ont été conclus avec des distributeurs dans d'autres pays en Europe, l'Amérique du Nord, et l'Asie.
La stratégie de vente du Qibla Cola et la vision de l'entreprise reflètent une tentative de faire naître un désir pour la consommation éthique et responsable (commerce équitable). Ils prétendent offrir une alternative véritable aux buveurs de cola qui sont circonspects au sujet des pratiques et de l'éthique des principales compagnies multinationales de boissons non alcoolisées. La position morale de Qibla se manifeste dans l'engagement de la compagnie à donner 10 % de ses bénéfices nets à des causes humanitaires autour du monde.
Bien que le nom du produit semble contenir une référence claire à la théologie islamique où le mot Qibla est employé pour indiquer la direction de Masjid al-Haram dans la ville sainte de La Mecque (vers laquelle tous les musulmans se tournent pour prier), la compagnie affirme que qibla est employé dans son sens simple et non-religieux, signifiant la « direction ».
En plus de ses deux variétés de cola, la compagnie produit et vend les produits suivants :
- Mango Qibla
- Qibla Goyave
- Qibla Fantasy (saveur orange)
- Qibla 5 (au citron)
- Qibla Water (eau de source)

Les concurrents de Qibla sont : le Mecca Cola, et le Zam Zam Cola.